# Kristoffer
Kristoffer ist ein männlicher Vorname und eine skandinavische Form von Christopher.

## Namensträger
- Kristoffer Andersen (* 1985), belgisch-dänischer Fußballspieler
- Kristoffer Arvhage (* 1977), schwedischer Fußballspieler
- Kristoffer Berntsson (* 1982), schwedischer Eiskunstläufer
- Kristoffer Björklund (* 1978), schwedischer Fußballtorhüter
- Kristoffer Jåfs (* 1980), schwedischer Skispringer
- Kristoffer Cezinando Karlsen (* 1995), norwegischer Rapper und Songwriter Cezinando
- Kristoffer Jonas Klauß (* 1988), deutscher Rapper bekannt unter seinem Pseudonym Gzuz
- Kristoffer Joner (* 1972), norwegischer Schauspieler
- Kris Kristofferson (1936–2024), US-amerikanischer Country-Sänger und Schauspieler
- Kristoffer Mindrebøe (* 1992), norwegischer Poolbillardspieler
- Kristoffer Näfver (* 1986), schwedischer Fußballspieler
- Kristoffer Nielsen (* 1985), dänischer Radrennfahrer
- Kristoffer Nordfeldt (* 1989), schwedischer Fußballspieler
- Kristoffer Nyrop (1858–1931), dänischer Romanist
- Kristoffer Zegers (* 1973), niederländischer Komponist
- Kristoffer Zetterstrand (* 1973), schwedischer Künstler